# Edme-Marie-Ernest Deldevez
Edme-Marie-Ernest Deldevez, ou Édouard Deldevez, né le 31 mai 1817 à Paris et mort le 5 novembre 1897 dans cette même ville, est un violoniste, compositeur et chef d'orchestre français. Il dirigea l'orchestre de l'Opéra de Paris et celui de la Société des concerts du Conservatoire.

## Biographie
Edme-Marie-Ernest Deldevez nait le 31 mai 1817 dans une famille d'artisans horlogers. En 1823 François Sudre l'initie à la musique et en 1825 il entre au Conservatoire de Paris. Il étudie le solfège avec Larrivière (1825), Édouard Millault (1827), Aimé Leborne (1829-31) et obtient un 1er prix en 1831. Il travaille le violon avec François-Antoine Habeneck (1826-33, 1er prix en 1833), l'harmonie avec Antoine Elwart, le contrepoint et la fugue avec Anton Reicha et Fromental Halévy (1834-38, 1er prix en 1838), la composition avec Henri-Montan Berton (1836-41). En 1838, il obtient un 1er second grand prix de Rome, avec la cantate La Vendetta.
En 1833, il est admis à l'orchestre de l'Opéra comme second violon, puis en 1837 comme premier violon. À partir de 1833, Habeneck le fait entrer à l'orchestre de la Société des Concerts du Conservatoire, dont il devient sociétaire en 1839 et où il restera jusqu'en 1885.
Sa carrière de chef d'orchestre se déroule essentiellement à l'Opéra. Il est d'abord 3e chef auprès de Narcisse Girard (1847-1859), puis second chef le 1er novembre 1859 et à la mort de Girard (1860), 1er chef jusqu'en mars suivant. Il y a créé Pierre de Médicis. Il remplace aussi Girard à la Société des Concerts jusqu'en 1860. En 1870, Deldevez démissionne de l'Opéra, mais y retourne le 9 juin 1873 comme 1er chef après la disparition de G. Hainl. Il inaugure le Palais Garnier le 5 janvier 1875, mais démissionne le 1er juin 1877. Dès 1872, il avait remplacé Hainl à la tête de l'orchestre de la Société des Concerts du Conservatoire où il reste jusqu'en 1885.
Au Conservatoire de Paris, il était titulaire de la classe de direction d'orchestre qui a été créée pour lui en 1873 et qu'il a gardée jusqu'en 1885, vaincu par la maladie. Décoré des Palmes académiques (officier d'académie en 1873 puis officier d'instruction publique en 1878), il était aussi chevalier dans l'ordre de la Légion d'honneur depuis 1874. En 1891, il est lauréat du prix Chartier de l'Académie des beaux-arts pour sa production de musique de chambre.
Il meurt le 5 novembre 1897,.

## Œuvres

### Musique de ballet

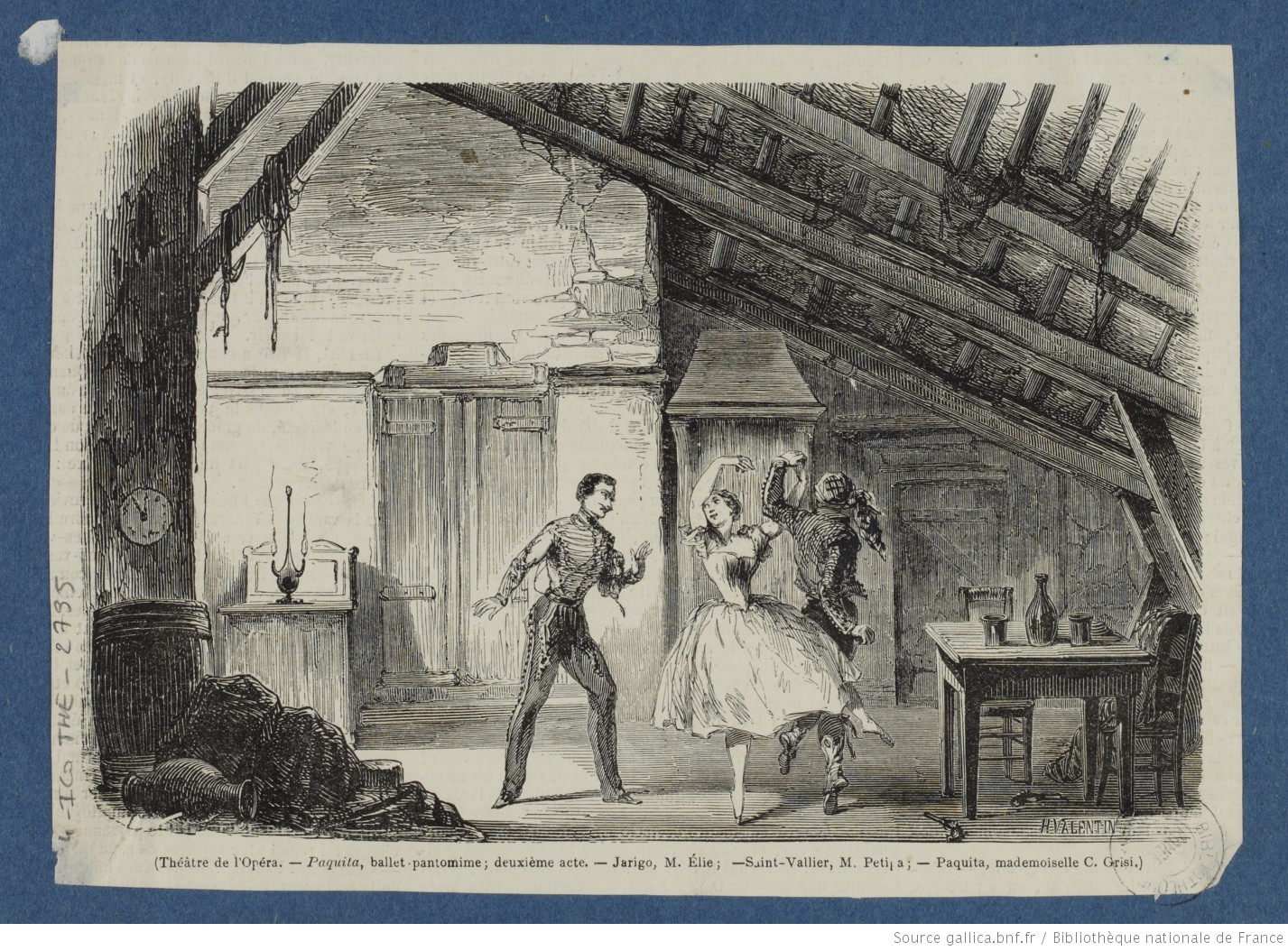
Illustration d'une scène du 2ème acte de Paquita

On lui doit de la musique pour le Ballet de l'Opéra de Paris. Son ballet-pantomime Paquita, en deux actes et trois tableaux, créé le 1er avril 1846, connut un grand succès et alla rapidement jusqu'à Londres (théâtre Royal), Saint-Pétersbourg (Théâtres impériaux) et Moscou où il fut dansé par Marius Petipa. Le livret est de Paul Foucher et la chorégraphie est l’œuvre de Joseph Mazilier.
À Saint-Pétersbourg, Petipa en proposa plus tard une nouvelle version. Il transforma également le dernier tableau en un brillant divertissement sur une musique de Léon Minkus, le compositeur officiel des Théâtres impériaux.
Cette version de Paquita a été dansée sans interruption, en Russie, jusqu'à la Révolution bolchevique de 1917. Oleg Vinogradov réalisa en 1978 pour le théâtre Kirov de Léningrad (Saint-Pétersbourg) une version qui fut ensuite dansée à l’Opéra de Paris, entre 1980 et 2001. L'œuvre y a encore été reprise dans les années suivantes, jusqu'à l'automne 2010.
Le sujet fait référence aux conquêtes de Napoléon Ier. L'exotisme hispanisant du livret répond à celui des peintres et des écrivains français de cette époque (milieu du XIXe siècle).
Il est coauteur de deux ballets :
- Lady Henriette ou la servante de Greenwich, ballet-pantomime en trois actes, chorégraphie de Saint-Georges et Joseph Mazilier, musique de Friedrich von Flotow, Frédéric Burgmüller et Deldevez, décors de Ciceri (1844).
- Vert-vert, ballet-pantomime en trois actes, décors de Charles-Antoine Cambon et Joseph Thierry, musique d'Ernest Deldevez et Jean-Baptiste Tolbecque, livret d'Adolphe de Leuven et Joseph Mazilier, costumes de Paul Lormier (1851, d'après Jean-Baptiste Gresset, 1734).

### LesRequiem
On doit aussi à Deldevez trois Messes de Requiem.
- Messe de Requiem, op. 7 (1843-1860)
- Messe de Requiem, op. 28 no 1 (1877)
- Messe de Requiem, op. 28 no 2 (1870)

La première Messe pour chœur, soli et orchestre a été créée le 22 mars 1852. Commencée après la mort de deux de ses maîtres, Luigi Cherubini et Henri-Montan Berton, décédés en 1842 et 1844, elle avait été terminée après la mort d'un autre de ses maîtres, François-Antoine Habeneck (qui dirigea l'Opéra de Paris), décédé en 1849.
L'auteur s'y montre influencé par le Requiem d'Hector Berlioz (1837), essentiellement dans la strophe Tuba mirum de la Séquence (ou Prose) Dies iræ. Il révèle également une connaissance des modes mélodiques nés à l'époque médiévale. La masse orchestrale requise pour ce Requiem est importante (l'auteur demande par exemple trente violons, quatre trompettes, quatre cors, trois trombones et un ophicléide, ainsi que des timbales et un tam-tam). Le chœur réunit soixante voix. On y entend le motif liturgique du Dies iræ (1re et 3e strophes), utilisé de manière polyphonique, parmi d'autres thèmes.

### Musique de chambre
- Trio avec piano no 1, op. 9 (1849)
- Trio avec piano no 2, op. 23 (1859)
- 2 Quatuors à cordes op. 10 (1849-50)
- Quintette pour 2 violons, alto, violoncelle et contrebasse op. 22 (1858)

### Musique orchestrale
- 2 ouvertures de concert :
  - Ouverture op. 1 (1838)
  - Grande ouverture « Robert Bruce » op. 3 (1841)
- 3 symphonies :
  - Symphonie no 1, op. 2 (1839)
  - Symphonie no 2 « In stile maestoso » op. 8 (1847 et 1855)
  - Symphonie no 3 « Héroï-comique » op. 15 (1856)

### Autres compositions
- 6 Morceaux de chant avec accompagnement de piano, op. 4
- Duo brillant sur Lady Henriette, pour piano et violon, op. 5
- Souvenir de Paquita, fantaisie brillante pour piano et violon, op. 6
- La Vendetta, scène lyrique pour soprano et ténor, op. 10
- Mazarina, duo brillant pour piano et violon ou violoncelle, op. 11
- Vert-Vert, duo fantaisie pour piano et violon, op. 12
- 6 Études caprices pour violon seul, op. 13
- Mélodie pour violon et harmonium, op. 14
- Velleda, scène lyrique pour soprano, chœur et orchestre, op. 17
- Chœurs religieux pour soprano, contralto, ténor et basse, op. 18
- Le Violon enchanté, opéra en 2 actes, op. 20 (1848)[13]
- 6 Romances sans paroles pour piano, op. 24
- L'Éventail, opéra comique, op. 25
- Rêveries dinannaises, pièces caractéristiques pour piano, violoncelle et [2e] piano, orchestre et chant, op. 26
- Suite de ballets pour orchestre, op. 27
- Transcriptions et réalisations de plain-chants, op. 28

### Autres publications
Deldevez est également l'auteur de plusieurs ouvrages intéressants portant sur les techniques d'interprétation : 
- Curiosités musicales, notes, analyses, interprétation de certaines particularités contenues dans les œuvres des grands maîtres (1873)[14]
- L'art du chef d'orchestre (1878),
- De l'exécution d'ensemble (1888). Ces deux derniers ouvrages ont été réédités en 1998 et 2005 par Jean-Philippe Navarre.
- La Notation de la musique classique comparée à la notation de la musique moderne et de l'exécution des petites notes en général (1867)[15]
- Principe de la formation des intervalles et des accords d'après le système de la tonalité moderne (1868)[16]

Il publia aussi : La Société des concerts, 1860 à 1885 (Conservatoire national de musique) (1887) ; et Mes Mémoires, par E.-M.-E. Deldevez, ancien chef d'orchestre de l'Opéra et de la Société des concerts, professeur au Conservatoire (1890). Puis, en 1892 : Le passé, à propos du présent, faisant suite à mes Mémoires.
Il réédita également des œuvres anciennes :
- Œuvres de composition des violonistes célèbres, depuis Corelli jusqu'à Viotti op.19 - 1re suite (1856) ;
- Œuvres choisies des compositeurs célèbres depuis Lulli jusqu'à Wagner, op.19 - 2e suite (1868) ;
- Fondation de l'orchestre en France, transcriptions et réalisations d'œuvres anciennes pour chant et orchestre, op.19 - 3e suite (1890).